# Mother Mother
Mother Mother – kanadyjski zespół indierockowy założony w Quadra Island. W skład grupy wchodzą: wokalista i gitarzysta Ryan Guldemond, wokalistki Molly Guldemond i Jasmin Parkin, perkusista Ali Siadat i basista Mike Young.
W 2005 zespół wydał niezależnie swój debiutancki album, zatytułowany po prostu Mother, który po nawiązaniu współpracy z wytwórnią Last Gang Records w 2007 ukazał się jako Touch Up. W kolejnych latach grupa wydała płyty: O My Heart (2008), Eureka (2011), The Sticks (2012), Very Good Bad Thing (2014), No Culture (2017), Dance and Cry (2018), Inside (2021) i Grief Chapter (2024)